# Mazerolles (Charente)
Mazerolles é uma comuna francesa na região administrativa da Nova Aquitânia, no departamento de Charente. Estende-se por uma área de 17,45 km². Em 2010 a comuna tinha 301 habitantes (densidade: 17,2 hab./km²).